# Nederlands voetbalelftal op de Olympische Zomerspelen 1920
Het Nederlands voetbalelftal was een van de deelnemende landen op de Olympische Zomerspelen 1920 in Antwerpen, België. Het is de derde deelname voor het land. De vorige deelname was acht jaar eerder, in 1912. Hierin pakte Nederland de bronzen medaille.

## Wedstrijden op de Olympische Zomerspelen
Het Nederlands Olympisch elftal speelde de eerste ronde tegen Luxemburg: deze wedstrijd werd met 3-0 gewonnen, waarna Nederland in de kwartfinale Zweden tegen kwam. Deze wedstrijd werd ook gewonnen, met 5-4 ditmaal, en trof Nederland in de halve finale België. Deze wedstrijd werd met 3-0 verloren, maar omdat Tsjecho-Slowakije in de finale van het veld liep, moesten Nederland en Spanje tegen elkaar spelen voor de 2e en 3e plaats. Deze wedstrijd verloor Nederland met 1-3, waardoor Nederland weer met een bronzen medaille huiswaarts keerde.

### Eerste ronde
|                                            |                                          |         |           |                                                                       |
| 28 augustus, 1920 «onderlinge duels» 13:00 | Nederland                                | 3–0     | Luxemburg | Brussel Scheidsrechter: Georges Hubrecht (BEL) Bezoekersaantal: 3.000 |
| 28 augustus, 1920 «onderlinge duels» 13:00 | Bulder 30' Groosjohan 47' Groosjohan 85' | Verslag |           | Brussel Scheidsrechter: Georges Hubrecht (BEL) Bezoekersaantal: 3.000 |

### Kwartfinale
|                                            |                                                                           |            |                                               |                                                                                   |
| 29 augustus, 1920 «onderlinge duels» 13:00 | Nederland                                                                 | 5–4 (n.v.) | Zweden                                        | Bosuilstadion, Antwerpen Scheidsrechter: Josef Fanta (TCH) Bezoekersaantal: 5.000 |
| 29 augustus, 1920 «onderlinge duels» 13:00 | Groosjohan 10' Bulder 44' Groosjohan 57' Bulder 88' De Natris 115' (pen.) | Verslag    | Karlsson 16' Olsson 20' Karlsson 32' Dahl 88' | Bosuilstadion, Antwerpen Scheidsrechter: Josef Fanta (TCH) Bezoekersaantal: 5.000 |

### Halve finale
|                                            |                                    |         |           |                                                                    |
| 31 augustus, 1920 «onderlinge duels» 13:00 | België                             | 3–0     | Nederland | Antwerpen Scheidsrechter: John Lewis (ENG) Bezoekersaantal: 22.000 |
| 31 augustus, 1920 «onderlinge duels» 13:00 | Larnoe 46' Vanhege 55' Bragard 85' | Verslag |           | Antwerpen Scheidsrechter: John Lewis (ENG) Bezoekersaantal: 22.000 |

### Wedstrijd om 2e/3e plaats
|                                            |                |         |                                       |                                                                   |
| 5 september, 1920 «onderlinge duels» 12:00 | Nederland      | 1–3     | Spanje                                | Antwerpen Scheidsrechter: Paul Putz (BEL) Bezoekersaantal: 14.000 |
| 5 september, 1920 «onderlinge duels» 12:00 | Groosjohan 68' | Verslag | Sesumaga 7' Sesumaga 35' Pichichi 72' | Antwerpen Scheidsrechter: Paul Putz (BEL) Bezoekersaantal: 14.000 |

Tinus van Beurden · 
Arie Bieshaar · 
Koos Boerdam · 
Leo Bosschart · 
Evert Jan Bulder · 
Jaap Bulder · 
Jan van Dort · 
Harry Dénis · 
Ber Groosjohan · 
Felix von Heijden · 
Eb van der Kluft · 
Frits Kuipers · 
Evert van Linge · 
Herman Legger · 
Dick MacNeill · 
Jan de Natris · 
Piet Peereboom · 
Oscar van Rappard · 
Henk Steeman · 
Frans Tempel · 
Ben Verweij ·
Jan de Vries · 
Coach: Frederick Warburton
KNVB ·
A-internationals ·
Bondscoaches (m) ·
Topscorers ·
Nederlands vrouwenelftal ·
Bondscoaches (v) ·
Nederland B ·
Olympisch elftal ·
Jong Oranje ·
Nederland –20 ·
Nederland –19 ·
Nederland –18 ·
Nederland –17 ·
Nederland –16 ·
Nederland –15 ·
Nederlands amateurelftal ·
Nederlands zaterdagelftal ·
Jong OranjeLeeuwinnen ·
Vrouwen –20 ·
Vrouwen –19 ·
Vrouwen –18 ·
Vrouwen –17 ·
Vrouwen –16 ·
Vrouwen –15 ·
Militair mannenelftal ·
Militair vrouwenelftal ·
Strandteam ·
Vrouwen Strandteam ·
Futsalteam ·
Vrouwen Futsalteam

EK-wedstrijden ·
WK-wedstrijden ·
Resultaten kwalificaties en eindronden ·
Nederland B-wedstrijden ·
Officieuze wedstrijden ·
EK-wedstrijden vrouwen ·
WK-wedstrijden vrouwen ·
Resultaten vrouwen kwalificaties en eindronden
1905 – 1919 ·
1920 – 1929 ·
1930 – 1939 ·
1940 – 1949 ·
1950 – 1959 ·
1960 – 1969 ·
1970 – 1979 ·
1980 – 1989 ·
1990 – 1999 ·
2000 – 2009 ·
2010 – 2019 ·
2020 – 2029
2015 ·
2016 ·
2017 ·
2018 ·
2019 ·
2020 ·
2021 · 
2022
EK's: 1976 · 
1980 · 
1988 · 
1992 · 
1996 · 
2000 · 
2004 · 
2008 · 
2012 · 
2020 · 
2024
WK's: 1934 · 
1938 · 
1974 · 
1978 · 
1990 · 
1994 · 
1998 · 
2006 · 
2010 · 
2014 · 
2022
OS: 1908 ·
1912 ·
1920 ·
1924 ·
1928 ·
1948 ·
1952 ·
2008
Albanië ·
Andorra ·
Argentinië ·
Armenië ·
Australië ·
België ·
Bosnië en Herzegovina ·
Brazilië ·
Bulgarije ·
Canada ·
Chili ·
China ·
Colombia ·
Costa Rica ·
Curaçao ·
Cyprus ·
DDR ·
Denemarken ·
Duitsland ·
Ecuador ·
Egypte ·
Engeland ·
Estland ·
Faeröer ·
Finland ·
Frankrijk ·
GOS · 
Georgië ·
Ghana ·
Gibraltar ·
Griekenland ·
Hongarije ·
Ierland ·
IJsland ·
Indonesië ·
Iran ·
Israël ·
Italië ·
Ivoorkust ·
Japan ·
Joegoslavië ·
Kameroen ·
Kazachstan ·
Kroatië ·
Letland ·
Liechtenstein ·
Luxemburg ·
Malta ·
Marokko ·
Mexico ·
Moldavië ·
Montenegro ·
Nederlandse Antillen ·
Nigeria ·
Noord-Ierland ·
Noord-Macedonië ·
Noorwegen ·
Oekraïne ·
Oostenrijk ·
Paraguay ·
Peru ·
Polen ·
Portugal ·
Qatar ·
Roemenië ·
Rusland ·
Saarland ·
San Marino ·
Saoedi-Arabië ·
Schotland ·
Senegal ·
Servië en Montenegro ·
Slovenië ·
Slowakije ·
Sovjet-Unie ·
Spanje ·
Suriname ·
Thailand ·
Tsjechië ·
Tsjecho-Slowakije ·
Tunesië ·
Turkije ·
Uruguay ·
Verenigd Koninkrijk ·
Verenigde Staten ·
Wales ·
Wit-Rusland ·
Zuid-Afrika ·
Zuid-Korea ·
Zweden ·
Zwitserland
Argentinië (1978) ·
Argentinië (2006) ·
Argentinië (2014) ·
Argentinië (2022) ·
Australië (2014) ·
Brazilië (2014) ·
Chili (2014) · 
Costa Rica (2014) ·
Denemarken (2010) ·
Denemarken (2012) ·
Duitsland (2012) · 
Ecuador (2022) · 
Frankrijk (2008) ·
Italië (2008) ·
Ivoorkust (2006) ·
Japan (2010) ·
Kameroen (2010) ·
Mexico (2014) · 
Noord-Macedonië (2021) · 
Oekraïne (2021) · 
Oostenrijk (2021) · 
Portugal (2006) ·
Portugal (2012) ·
Portugal (2019) ·
Qatar (2022) ·
Roemenië (2008) ·
Rusland (2008) ·
San Marino (2011) ·
Senegal (2022) ·
Servië en Montenegro (2006) ·
Sovjet-Unie (1988) ·
Spanje (2010) ·
Spanje (2014) ·
Tsjechië (2021) · 
Uruguay (2010) ·
Verenigde Staten (2022) · 
West-Duitsland (1974)
 Parijs 1900 ·
 Saint Louis 1904 ·
 Londen 1908 ·
 Stockholm 1912 ·
 Antwerpen 1920 ·
 Parijs 1924 ·
 Amsterdam 1928 ·
 Berlijn 1936 ·
 Londen 1948 ·
 Helsinki 1952 ·
 Melbourne 1956 ·
 Rome 1960 ·
 Tokio 1964 ·
 Mexico-stad 1968 ·
 München 1972 ·
 Montréal 1976 ·
 Moskou 1980 ·
 Los Angeles 1984 ·
 Seoul 1988 ·
 Barcelona 1992 ·
 Atlanta 1996 ·
 Sydney 2000 ·
 Athene 2004 ·
 Peking 2008 ·
 Londen 2012 ·
 Rio 2016 ·
 Tokio 2020